# Voljsk
Voljsk (en russe : Волжск ; en mari : Юлсер-Ола) est une ville de la république des Maris, en Russie, et le centre administratif du raïon Voljski. Sa population s'élevait à 54 872 habitants en 2014.

## Géographie
Voljsk est située sur la rive gauche de la Volga (réservoir de Kouïbychev) à 90 km — 95 km par la route — au sud de Ioshkar-Ola.

## Histoire
A l'emplacement de la ville actuelle de Voljsk se trouvait aux XVIe et XVIIe siècles un village russe du nom de Lopatine ou Lopatino. Il accéda au statut de commune urbaine en 1933 puis à celui de ville en 1940.

## Politique et administration

### Résultats électoraux
| Scrutin             | 1er tour | 1er tour | 1er tour | 1er tour | 1er tour | 1er tour | 1er tour | 1er tour | 1er tour | 1er tour | 1er tour | 1er tour | 2d tour                  | 2d tour                  | 2d tour                  | 2d tour                  | 2d tour                  | 2d tour                  | 2d tour                  | 2d tour                  |
| Scrutin             | 1er      | 1er      | %        | 2e       | 2e       | %        | 3e       | 3e       | %        | 4e       | 4e       | %        | 1er                      | %                        | 2e                       | %                        | 3e                       | %                        | 4e                       | %                        |
| ------------------- | -------- | -------- | -------- | -------- | -------- | -------- | -------- | -------- | -------- | -------- | -------- | -------- | ------------------------ | ------------------------ | ------------------------ | ------------------------ | ------------------------ | ------------------------ | ------------------------ | ------------------------ |
| Présidentielle 2012 |          | ER       | 58,72    |          | KPRF     | 23,38    |          | LDPR     | 6,35     |          | SE       | 6,30     | Victoire au premier tour | Victoire au premier tour | Victoire au premier tour | Victoire au premier tour | Victoire au premier tour | Victoire au premier tour | Victoire au premier tour | Victoire au premier tour |
| Législatives 2016   |          | ER       | 51,83    |          | KPRF     | 28,40    |          | LDPR     | 7,59     |          | SRZP     | 3,20     | Tour unique              | Tour unique              | Tour unique              | Tour unique              | Tour unique              | Tour unique              | Tour unique              | Tour unique              |
| Présidentielle 2018 |          | ER       | 72,13    |          | KPRF     | 17,57    |          | LDPR     | 5,46     |          | GRANI    | 1,30     | Victoire au premier tour | Victoire au premier tour | Victoire au premier tour | Victoire au premier tour | Victoire au premier tour | Victoire au premier tour | Victoire au premier tour | Victoire au premier tour |
| Législatives 2021   |          | KPRF     | 39,01    |          | ER       | 31,03    |          | SZRP     | 8,20     |          | NL       | 6,05     | Tour unique              | Tour unique              | Tour unique              | Tour unique              | Tour unique              | Tour unique              | Tour unique              | Tour unique              |

## Population
La situation démographique de Voljsk s'est détériorée au cours des années 1990. En 2001, le taux de natalité était de 8,3 pour mille et le taux de mortalité de 17,2 pour mille. Le solde naturel accusait un important déficit de 8,9 pour mille.
Recensements (*) ou estimations de la population
| 1939*  | 1959*  | 1970*  | 1979*  | 1989*  |
| ------ | ------ | ------ | ------ | ------ |
| 19 486 | 33 412 | 42 977 | 52 035 | 60 919 |

| 2002*  | 2010*  | 2012   | 2013   | 2014   |
| ------ | ------ | ------ | ------ | ------ |
| 58 967 | 55 659 | 54 889 | 54 881 | 54 872 |

| 2015   | 2016   | 2017   | 2018   | 2019   |
| ------ | ------ | ------ | ------ | ------ |
| 54 701 | 54 600 | 54 519 | 54 177 | 53 581 |

| 2020   | 2021   | - | - | - |
| ------ | ------ | - | - | - |
| 53 216 | 52 703 | - | - | - |

## Économie
Les principales entreprises de Voljsk sont :
- ZAO Ariaga (ЗАО "Ариада") : matériel de réfrigération.
- Rossiisko-italianskoïe SP Sovitalprodmach (Российско-итальянское СП Совиталпродмаш) : chambres de réfrigération industrielle.
- OAO Voljski Drevkombinat (ОАО "Волжский древкомбинат") : meubles, fenêtres en bois, etc.
- ZAO NP Papirski Tsellioulozno-Boumajny kombinat (ЗАО НП Марийский целлюлозно-бумажный комбинат) : papier.